# Ópera de Pequim
A Ópera de Pequim (chinês simplificado: 京剧; chinês tradicional: 京劇; pinyin: Jīngjù) é uma forma de teatro chinês tradicional que combina música, performance vocal, mímica, dança e acrobacia. Ela surgiu nos anos finais do século XVIII e tornou-se plenamente desenvolvida e reconhecida em meados do século XIX. O formato ficou extremamente popular na corte da Dinastia Qing e passou a ser considerado  um dos tesouros culturais da China. A maioria das companhias se localiza em Pequim e Tianjin no norte, e Xangai no sul. Esse tipo de arte também é apreciado em Taiwan, onde é conhecido como Guoju (國劇; pinyin: Guójù). Também se espalhou para outros países como os Estados Unidos e Japão.
A UNESCO integrou a Ópera de Pequim na lista representativa de Património Cultural Imaterial da Humanidade em 2010.

## Descrição geral

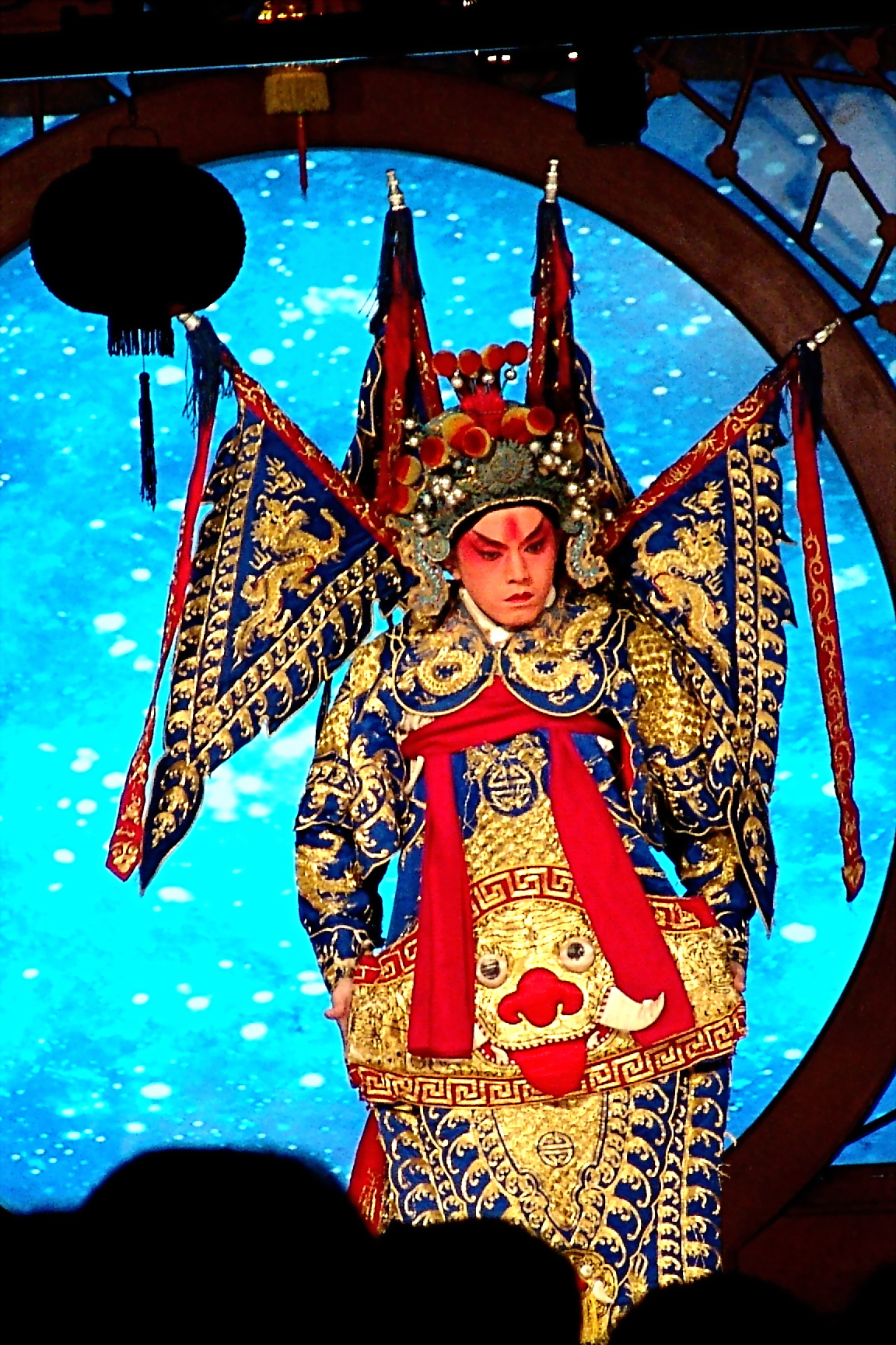
Um ator da ópera de Pequim.

A ópera apresenta quatro tipos principais de atores. As companhias sempre têm vários representantes de cada tipo, assim como atores secundários e terciários. Com suas elaboradas e coloridas roupas, os atores são os únicos pontos focais do exíguo palco típico da ópera. Eles usam a fala, o canto, a dança e as artes marciais em movimentos mais simbólicos e sugestivos do que realistas. A habilidade dos atores é avaliada segundo o grau de beleza de seus movimentos. Os atores seguem várias convenções estilísticas que ajudam o público a compreender o enredo. As camadas de sentido em cada movimento se expressam em sincronia com a música. A música da ópera de Pequim pode ser dividida nos estilos xīpí (西皮) e èrhuáng (二黄). As melodias incluem árias, melodias de afinação fixa e padrões de percussão. O repertório da ópera de Pequim inclui mais de 1 400 obras, as quais são baseadas na história da China, folclore e, cada vez mais, na vida contemporânea.